# Breakflip
Breakflip est un site web français traitant de l'actualité autour des jeux vidéo et de l'esport. Créé en octobre 2017, il est basé à Tours (Indre-et-Loire) et opéré par l'agence marketing WSC Group.

## Histoire
En 2017, Eclypsia fait face à une crise majeure qui mène aux départs de nombreux pôles de production. Une bonne partie de la rédaction, emmenée par Thomas Renaud et Quentin Mitard, décide de quitter l'entreprise pour fonder son propre média : Breakflip. Ce dernier regroupe alors une trentaine de pigistes, principalement issus d'Eclypsia, mais aussi de Millenium. 
Le média couvre sur place des événements du jeu vidéo et de l'esport : il traite ainsi de nombreuses DreamHack, les compétitions internationales de League of Legends, la Coupe du Monde de Fortnite à New York en 2019, mais aussi des conventions à l'image de l'E3[réf. souhaitée].
En juin 2019, Breakflip ouvre ses locaux à Tours pour accompagner sa croissance[réf. souhaitée].
La même année, le média fait partie de la réflexion menée par l'Assemblée Nationale qui fait suite à loi pour une République numérique[réf. souhaitée], et il est invité par France Esports pour participer à une discussion traitant notamment des différents métiers et portes qu'ouvre le sport électronique.
Début 2020, Breakflip intègre le top 10 des sites Internet consacrés aux actualités des jeux vidéo les plus fréquentés d'après le classement d'Alexa Internet, puis atteint la 2e position de ce même classement en octobre de la même année, avec une audience moyenne d'entre 2,5 à 3 millions de visiteurs uniques mensuels.
Début 2021, Breafklip lance un site frère, Breakflip Awé, proposant de courts articles d'information sur des sujets divers dans un format questions-réponses.